# Volo SANSA 32
Il volo SANSA 32, un CASA C-212 Aviocar diretto all'aeroporto di Palmar Sur si schiantò contro il Cerro Cedral, una montagna in Costa Rica dopo il decollo dall'aeroporto internazionale Juan Santamaría di San José il 15 gennaio 1990. Tutti i 20 passeggeri e 3 membri dell'equipaggio a bordo morirono nello schianto.

## L'incidente
Il volo SANSA 32 decollò dall'aeroporto internazionale Juan Santamaria alle 08:25 ora locale venendo autorizzato a salire a 5500 piedi. Poco dopo l'equipaggio ricevette un'altra istruzione per salire a 8500 piedi. A metà della salita, l'aereo è volato nel Cerro Cedral a 7200 piedi, uccidendo tutti a bordo.

## L'indagine
L'indagine rilevò che la causa principale dell'incidente era stata il mancato rispetto del piano di volo proposto discusso con il controllo del traffico aereo, che avrebbe portato l'aeromobile a volare in condizioni IMC anziché VFR. I fattori che contribuirono all'incidente includevano la mancanza di un sistema di allarme di prossimità al suolo, l'affaticamento del pilota e la mancanza di un programma di sicurezza del volo nella SANSA.